# Gai Juli Jul (cònsol 482 aC)
Gai Juli Jul (en llatí: Caius Iulius C. F. L. N. Iullus) va ser un magistrat romà del segle v aC. Formava part de la gens Júlia i era fill de Gai Juli Jul cònsol l'any 489 aC.
Va ser elegit cònsol el 482 aC juntament amb Quint Fabi Vibulà. La seva elecció com a cònsol romà es va produir per un acord entre els dos partits que governaven l'estat, que després d'enfrontar-se als comicis romans, finalment van acordar l'elecció de Jul pels populars i Fabi pels aristòcrates. Titus Livi diu que la discòrdia entre les classes romanes va ser tant violenta aquest any com en anys anteriors. Els cònsols van fer la guerra a la ciutat de Veïs, però com que l'enemic no va presentar batalla van tornar a Roma després de devastar el territori a l'entorn de Veïs.
L'any 451 aC va ser membre del primer decemvirat. Gai Juli va acusar davant del poble, als comicis, a Publi Sesti, un home de rang patrici a casa del qual s'havia trobat el cos d'una persona assassinada. L'any 449 aC va ser un dels tres consulars enviats pel senatals plebeus quan aquestos es van revoltar a Mont Sagrat i estaven acampats a l'Aventí.